# Барбье, Эмиль
Эмиль Эдмон Гюстав Барбье (фр. Émile Edmond Gustave Barbier, 1902 — ?) — бельгийский фехтовальщик, чемпион мира.
Родился в 1902 году в Брюсселе. В 1928 году на Олимпийских играх в Амстердаме стал 4-м в командном первенстве на шпагах. На Международном первенстве по фехтованию 1930 года завоевал золотую медаль в командном первенстве на шпагах.
В 1937 году Международная федерация фехтования признала все проходившие ранее Международные первенства по фехтованию чемпионатами мира.